# 胡燁韜
胡燁韜（2000年9月22日—），出生於中國江蘇省，NexT1DE成员，中國大陸男歌手、舞者、網絡紅人，所属經紀公司為MISTAR。

## 經歷
2018年曾因在奶茶店打工，被路人拍下发在网上备受关注，从而成為網紅並进入大众视野。
2021年2月17日，參加騰訊視頻偶像男團競演養成類真人秀節目《創造營2021》。由于留长发而被观众质疑，同时也获得了发起人团成员刘逸云的鼓励。從初舞台到首次排名儀式前均在A班(同時段僅有劉宇及力丸)，但因無法獲得創始人的青睞而跌出A班，到第二次公演時，便將自身的一頭長髮剪成秀麗短髮，充分展現了求新求變的勇氣，也順利進到總決賽，最終獲得第23名。

### 《創造營2021》时期
| 期数   | 排名   | 升降   | 票數 （撐腰值） | 評級      | 備註   |
| 第二期 | 第37名 | 不適用 | 未有公佈撐腰值  | A → A → B |        |
| 第三期 | 第34名 | ▲ 3    | 未有公佈撐腰值  | A → A → B |        |
| 第四期 | 第29名 | ▲ 5    | 未有公佈撐腰值  | A → A → B |        |
| 第五期 | 第25名 | ▲ 4    | 4,212,453撐腰值 | A → A → B |        |
| 第六期 | 第31名 | ▼ 6    | 未有公佈撐腰值  | A → A → B |        |
| 第七期 | 第32名 | ▼ 1    | 3,631,076撐腰值 | A → A → B |        |
| 第八期 | 第27名 | ▲ 5    | 未有公佈撐腰值  | A → A → B |        |
| 第九期 | 第25名 | ▲ 2    | 1,532,797撐腰值 | A → A → B |        |
| 第十期 | 第23名 | ▬      | 823,603撐腰值   | A → A → B | 未成團 |

2025年参加WeTV选秀《创造营亚洲第二季》，4月6日在决赛夜以第三名成为NexT1DE成员并出道。

## 外部連結
- 胡燁韜的新浪微博
- 胡燁韜的哔哩哔哩个人空间
- 胡烨韬的抖音账号
- 胡烨韬的小红书账号
- 胡烨韬的快手账号
- 胡燁韜的Instagram帳戶